# Associazione Calcio Torino 1946-1947
Questa voce raccoglie le informazioni riguardanti l'Associazione Calcio Torino nelle competizioni ufficiali della stagione 1946-1947.

## Rosa
| N. |                   | Ruolo | Calciatore          |
| -- | ----------------- | ----- | ------------------- |
|    | Italia (bandiera) | P     | Valerio Bacigalupo  |
|    | Italia (bandiera) | P     | Dante Piani         |
|    | Italia (bandiera) | D     | Aldo Ballarin       |
|    | Italia (bandiera) | D     | Virgilio Maroso     |
|    | Italia (bandiera) | D     | Mario Rigamonti     |
|    | Italia (bandiera) | D     | Francesco Rosetta   |
|    | Italia (bandiera) | C     | Eusebio Castigliano |
|    | Italia (bandiera) | C     | Giuseppe Grezar     |

| N. |                   | Ruolo | Calciatore                   |
| -- | ----------------- | ----- | ---------------------------- |
|    | Italia (bandiera) | C     | Ezio Loik                    |
|    | Italia (bandiera) | C     | Danilo Martelli              |
|    | Italia (bandiera) | A     | Pietro Ferraris II           |
|    | Italia (bandiera) | A     | Guglielmo Gabetto            |
|    | Italia (bandiera) | A     | Valentino Mazzola (capitano) |
|    | Italia (bandiera) | A     | Romeo Menti II               |
|    | Italia (bandiera) | A     | Franco Ossola                |
|    | Italia (bandiera) | A     | Guido Tieghi                 |

## Calciomercato
| Acquisti | Acquisti          | Acquisti     | Acquisti                 |
| R.       | Nome              | da           | Modalità                 |
| -------- | ----------------- | ------------ | ------------------------ |
| P        | Dante Piani       | Triestina    | definitivo               |
| D        | Francesco Rosetta | Novara       | definitivo               |
| C        | Danilo Martelli   | Brescia      | definitivo (5.200.000 £) |
| A        | Romeo Menti II    | Fiorentina   | fine prestito            |
| A        | Guido Tieghi      | Pro Vercelli | definitivo               |

| Cessioni | Cessioni              | Cessioni    | Cessioni   |
| R.       | Nome                  | a           | Modalità   |
| -------- | --------------------- | ----------- | ---------- |
| P        | Alfredo Bodoira       | Alessandria | definitivo |
| D        | Sergio Piacentini     | Sampdoria   | definitivo |
| C        | Alfonso Santagiuliana | Vicenza     | definitivo |
| A        | Oreste Guaraldo       | Novara      | prestito   |
| A        | Adriano Zecca         | Modena      | definitivo |

## Risultati

### Serie A

#### Girone di andata
| Arbitro: | Piselli (Firenze) |

|             |           |              |
| Gabetto 85’ | Marcatori | 11’ Sollazzo |

| Arbitro: | Galeati (Bologna) |

|                |           |                         |
| Puccinelli 43’ | Marcatori | 12’ Gabetto 34’ Mazzola |

| Arbitro: | Bernardi (Bologna) |

|             |           |             |
| Mazzola 32’ | Marcatori | 56’ Baldini |

| Arbitro: | Zelocchi (Modena) |

|              |           |  |
| Zambelli 46’ | Marcatori |  |

| Torino 20 ottobre 1946, ore 15:00 UTC+1 5ª giornata | Torino          | 0 – 0 | Juventus | Stadio Filadelfia\| Arbitro: \| Bellè (Venezia) \| |
| Arbitro:                                            | Bellè (Venezia) |       |          |                                                    |

| Arbitro: | Zilli (Reggio Emilia) |

|            |           |                                        |
| Amadei 87’ | Marcatori | 33’ Ossola 78’ Castigliano 83’ Mazzola |

| Arbitro: | Fois (Roma) |

|           |           |                                             |
| Bovio 32’ | Marcatori | 13’ Ossola 80’ Gabetto 86’ (aut.) Cominelli |

| Arbitro: | Bellè (Venezia) |

|                                                            |           |  |
| Castigliano 33’ Ossola 44’ Ferraris II 78’ Loik 81’ (rig.) | Marcatori |  |

| Arbitro: | Tassini (Verona) |

|                                      |           |  |
| Mazzola 16’, 52’ Grezar 51’ Loik 64’ | Marcatori |  |

| Arbitro: | Bernardi (Bologna) |

|  |           |                                    |
|  | Marcatori | 41’ Gabetto 75’ Mazzola 85’ Ossola |

| Arbitro: | Limido (Milano) |

|                                         |           |                            |
| Mazzola 10’ Gabetto 15’ Castigliano 45’ | Marcatori | 62’ Stua 83’ (rig.) Raccis |

| Arbitro: | Gemini (Roma) |

|                         |           |                  |
| Andreolo 63’ Busani 73’ | Marcatori | 12’, 84’ Gabetto |

| Arbitro: | Galeati (Bologna) |

|                                                                             |           |                   |
| Magli 7’ (aut.) Mazzola 17’ Ossola 34’, 44’ Grezar 50’ Gabetto 83’ Loik 85’ | Marcatori | 33’, 82’ Gregorin |

| Arbitro: | Agnolin (Bassano del Grappa) |

|  |           |                             |
|  | Marcatori | 19’, 44’ Mazzola 50’ Ossola |

| Arbitro: | Pizziolo (Firenze) |

|                                 |           |                                       |
| Verdeal 85’ Trevisan 88’ (rig.) | Marcatori | 11’ Ossola 52’ Grezar 70’ Ferraris II |

| Arbitro: | Pizzato (Venezia) |

|                               |           |                        |
| Tieghi 15’ Mazzola 67’ (rig.) | Marcatori | 19’ (rig.) Tontodonati |

| Arbitro: | Bellè (Venezia) |

|                           |           |  |
| Bertoni 79’ Stradella 90’ | Marcatori |  |

| Arbitro: | Bernardi (Bologna) |

|               |           |                          |
| Puricelli 80’ | Marcatori | 48’ Gabetto 86’ Menti II |

| Arbitro: | Bonivento (Venezia) |

|              |           |                 |
| Menti II 18’ | Marcatori | 46’ Brighenti I |

#### Girone di ritorno
| Arbitro: | Matucci (Seregno) |

|  |           |            |
|  | Marcatori | 89’ Ossola |

| Arbitro: | Codeluppi (Lodi) |

|                                                |           |            |
| Mazzola 31’, 68’, 80’ Gabetto 62’ Menti II 72’ | Marcatori | 79’ Koenig |

| Arbitro: | Bernardi (Bologna) |

|                               |           |              |
| Bassetto 47’, 62’ Fiorini 73’ | Marcatori | 15’ Menti II |

| Arbitro: | Camiolo (Milano) |

|                                     |           |  |
| Menti II 29’ (rig.) Ferraris II 70’ | Marcatori |  |

| Arbitro: | Dattilo (Roma) |

|  |           |             |
|  | Marcatori | 26’ Gabetto |

| Arbitro: | Agnolin (Bassano del Grappa) |

|                                              |           |  |
| Mazzola 15’ Gabetto 52’, 65’ Ferraris II 88’ | Marcatori |  |

| Arbitro: | Bonivento (Venezia) |

|                                                     |           |                  |
| Grezar 1’ Mazzola 30’, 57’ Menti II 31’ Gabetto 55’ | Marcatori | 14’, 19’ Neri II |

| Arbitro: | Agnolin (Bassano del Grappa) |

|               |           |          |
| Valcareggi 4’ | Marcatori | 63’ Loik |

| Arbitro: | Dattilo (Roma) |

|  |           |          |
|  | Marcatori | 15’ Loik |

| Arbitro: | Massironi (Milano) |

|                                                            |           |  |
| Loik 24’ Mazzola 29’, 30’, 31’ Ferraris II 57’ Gabetto 64’ | Marcatori |  |

| Arbitro: | Gemini (Roma) |

|  |           |                             |
|  | Marcatori | 10’ Castigliano 79’ Gabetto |

| Arbitro: | Valsecchi (Milano) |

|                                |           |              |
| Castigliano 7’ Ferraris II 59’ | Marcatori | 20’ Barbieri |

| Arbitro: | Zelocchi (Modena) |

|  |           |                                                      |
|  | Marcatori | 44’ Ferraris II 49’ Mazzola 60’ Castigliano 89’ Loik |

| Arbitro: | Bonivento (Venezia) |

|                                                |           |                                           |
| Loik 14’ Ferraris II 25’ Mazzola 56’, 64’, 66’ | Marcatori | 43’ (aut.) Rosetta 54’ Cergoli 85’ Meucci |

| Arbitro: | Bellè (Venezia) |

|                                                             |           |  |
| Loik 20’ Mazzola 21’, 28’, 56’ Martelli 46’ Castigliano 60’ | Marcatori |  |

| Bari 15 giugno 1947, ore 16:30 UTC+1 35ª giornata | Bari           | 0 – 0 | Torino | Stadio della Vittoria\| Arbitro: \| Vannini (Roma) \| |
| Arbitro:                                          | Vannini (Roma) |       |        |                                                       |

| Arbitro: | Camiolo (Milano) |

|                                     |           |            |
| Ossola 8’, 14’ Loik 73’ (rig.), 79’ | Marcatori | 89’ Sotgiu |

| Arbitro: | Pizziolo (Firenze) |

|                                                              |           |                                     |
| Gabetto 11’, 82’, 90’ Mazzola 23’ Castigliano 76’ Ossola 80’ | Marcatori | 28’ Carapellese 48’ (rig.) Tosolini |

| Arbitro: | Dattilo (Roma) |

|                                |           |                                           |
| Brighenti I 50’ Del Medico 85’ | Marcatori | 2’ Tieghi 31’ Ossola 38’ Mazzola 70’ Loik |

## Statistiche

### Statistiche di squadra
| Competizione | Punti | In casa | In casa | In casa | In casa | In casa | In casa | In trasferta | In trasferta | In trasferta | In trasferta | In trasferta | In trasferta | Totale | Totale | Totale | Totale | Totale | Totale | DR  |
| Competizione | Punti | G       | V       | N       | P       | Gf      | Gs      | G            | V            | N            | P            | Gf           | Gs           | G      | V      | N      | P      | Gf     | Gs     | DR  |
| ------------ | ----- | ------- | ------- | ------- | ------- | ------- | ------- | ------------ | ------------ | ------------ | ------------ | ------------ | ------------ | ------ | ------ | ------ | ------ | ------ | ------ | --- |
| Serie A      | 63    | 19      | 15      | 4       | 0       | 68      | 18      | 19           | 13           | 3            | 3            | 36           | 17           | 38     | 28     | 7      | 3      | 104    | 35     | +69 |

### Statistiche dei giocatori
| Giocatore      | Serie A  | Serie A |
| Giocatore      | Presenze | Reti    |
| -------------- | -------- | ------- |
| V. Bacigalupo  | 25       | -19     |
| A. Ballarin    | 38       | 0       |
| E. Castigliano | 27       | 8       |
| P. Ferraris II | 34       | 8       |
| G. Gabetto     | 35       | 19      |
| G. Grezar      | 35       | 4       |
| E. Loik        | 30       | 12      |
| V. Maroso      | 33       | 0       |
| D. Martelli    | 17       | 1       |
| V. Mazzola     | 38       | 29      |
| R. Menti II    | 14       | 6       |
| F. Ossola      | 29       | 13      |
| D. Piani       | 13       | -16     |
| M. Rigamonti   | 34       | 0       |
| F. Rosetta     | 13       | 0       |
| G. Tieghi      | 3        | 2       |